# Stenopyga tenera
Stenopyga tenera es una especie de mantis de la familia Mantidae.

## Distribución geográfica
Se encuentra en África del Este.